# 特丽西·沃拉克
特丽西·沃拉克（德語：Trixi Worrack，1981年9月28日—），德国女子自行车运动员，2006年世界公路自行车锦标赛女子公路赛银牌得主、2018年世界公路自行车锦标赛女子团体计时赛金牌得主。